# Joanna Hiffernan

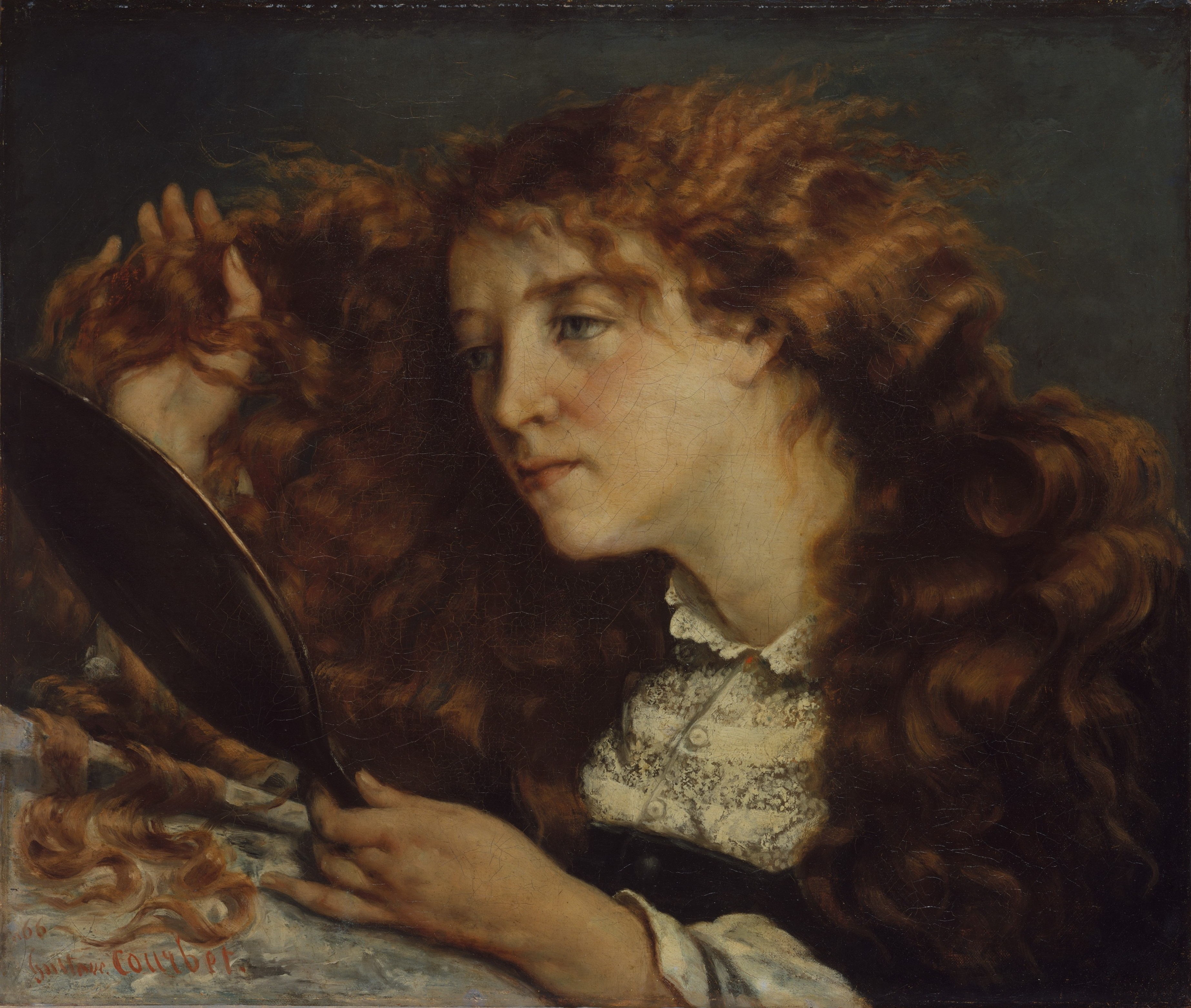
Gustave Courbet: La Belle Irlandaise, 1865

Joanna Hiffernan, selten auch Joanna Heffernan (* um 1843; † nach 1903), war eine Irin, die in den Jahren 1861 bis 1868 mehrfach von James McNeill Whistler und von Gustave Courbet porträtiert wurde. Sie war zu dieser Zeit das bevorzugte Modell Whistlers und auch seine Geliebte. Die bekanntesten Gemälde, auf denen Joanna Hiffernan, kurz Jo, dargestellt ist, sind Symphonie in Weiß Nr. 1, Mädchen in Weiß, Symphonie in Weiß Nr. 2 und Symphonie in Weiß Nr. 3 von Whistler sowie La Belle Irlandaise und Le Sommeil von Courbet.

## Biographie

### Beziehung zu James McNeill Whistler

James McNeill Whistler: Symphonie in Weiß Nr. 1, Mädchen in Weiß, 1862

Joanna Hiffernan war die Tochter des Iren Patrick Hiffernan und seiner Frau Katherine Hiffernan, die 1862 starb. Whistler traf Joanna erstmals 1860 in einem Atelier am Londoner Rathbone Place. Erstmals stand sie Whistler 1861 für sein Porträt Symphonie in Weiß Nr. 1, Mädchen in Weiß Modell in seinem Pariser Atelier am Boulevard des Batignolles. Mindestens für die nächsten sechs Jahre blieb sie bei ihm als seine Partnerin und als Modell. In einem Brief an Henri Fantin-Latour im Jahr 1861 beschrieb Whistler die Frau und die Unmöglichkeit, sie zu malen, während er an dem Gemälde Wapping arbeitete:
„[…] Ich habe versucht, ihr einen Ausdruck zu geben! wirklich, mein Freund! einen wirklichen Ausdruck – wenn ich ihren Kopf nur beschreiben könnte – Sie hat das schönste Haar, das du jemals gesehen hast! ein Rot, aber nicht Gold oder Kupferfarben – wie eine Venezianerin im Traum! – die Haut golden-weiß oder gelb, wenn du es so willst […]“
Whistlers Mutter Anna sowie seine Verwandtschaft waren mit der Beziehung unglücklich, da in ihren Augen jede unverheiratete Frau, die sich als Modell zur Verfügung stellte – was in der landläufigen Auffassung zugleich nackt hieß – eine Prostituierte war. Entsprechend bat seine Mutter ihn, Joanna Hiffernan mit dem Erbe einer Tante eine unabhängige Seriosität zu schaffen. Bei einem Besuch von Whistlers Mutter aus Amerika im Jahr 1864 zog Joanna Hiffernan aus der gemeinsamen Wohnung in der Londoner Lindsey Row aus.

### Jo und Gustave Courbet

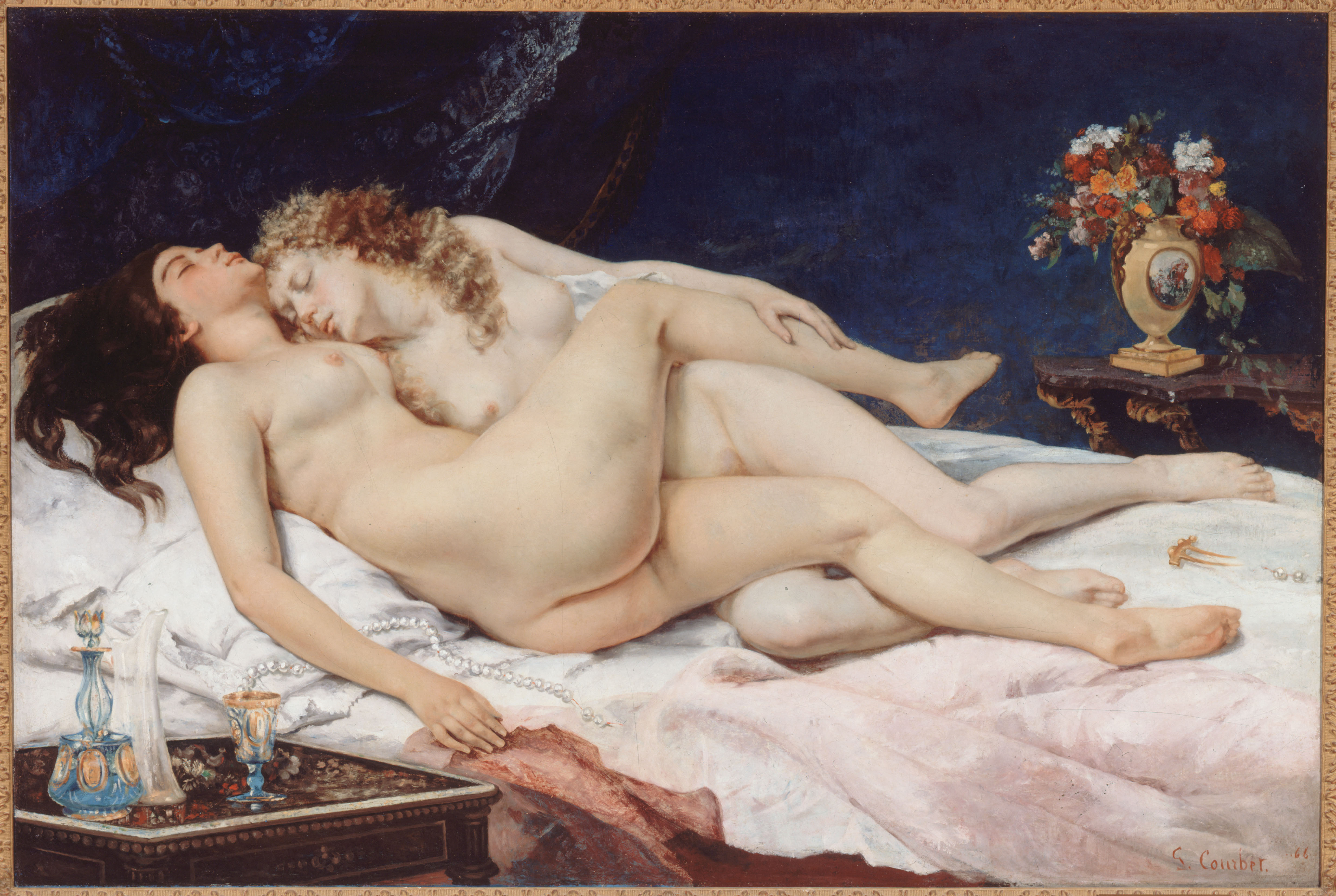
Gustave Courbet: Le Sommeil, 1866

Whistler bewunderte Joanna Hiffernan, vor allem ihr Aussehen und ihre roten Haare, die ihr den Beinamen fiery Jo („feurige Jo“) einbrachten. An seiner Einstellung ihr gegenüber konnten weder seine Familie noch seine Freunde und Bekannten etwas ändern und wahrscheinlich lässt sich auch der handfeste Streit, den er 1863 mit seinem französischen Malerkollegen Alphonse Legros hatte, auf Jo zurückführen. 1865 stellte er Joanna Hiffernan seinem Freund Gustave Courbet in dessen Wohnort Trouville-sur-Mer vor, der im selben Jahr das Gemälde La Belle Irlandaise in vier Versionen sowie die Ölskizze Portrait de Jo von ihr malte.
1866, als Whistler in Valparaíso war, gab er Joanna Hiffernan den Auftrag, Bilder von ihm zu verkaufen. Sie nannte sich zu dieser Zeit Mrs. Abbott, nach dem zweiten Vornamen Whistlers. Im selben Jahr reiste Joanna nach Paris und stellte sich für Courbets erotisches Gemälde Le Sommeil als Modell einer der beiden nackten Schläferinnen zur Verfügung. Wahrscheinlich hatte sie auch eine Affäre mit Courbet. Nach der Rückkehr aus Valparaiso trennte sich Whistler von ihr, allerdings ohne Streit.

### Biographische Notizen über die Zeit nach der Trennung von Whistler

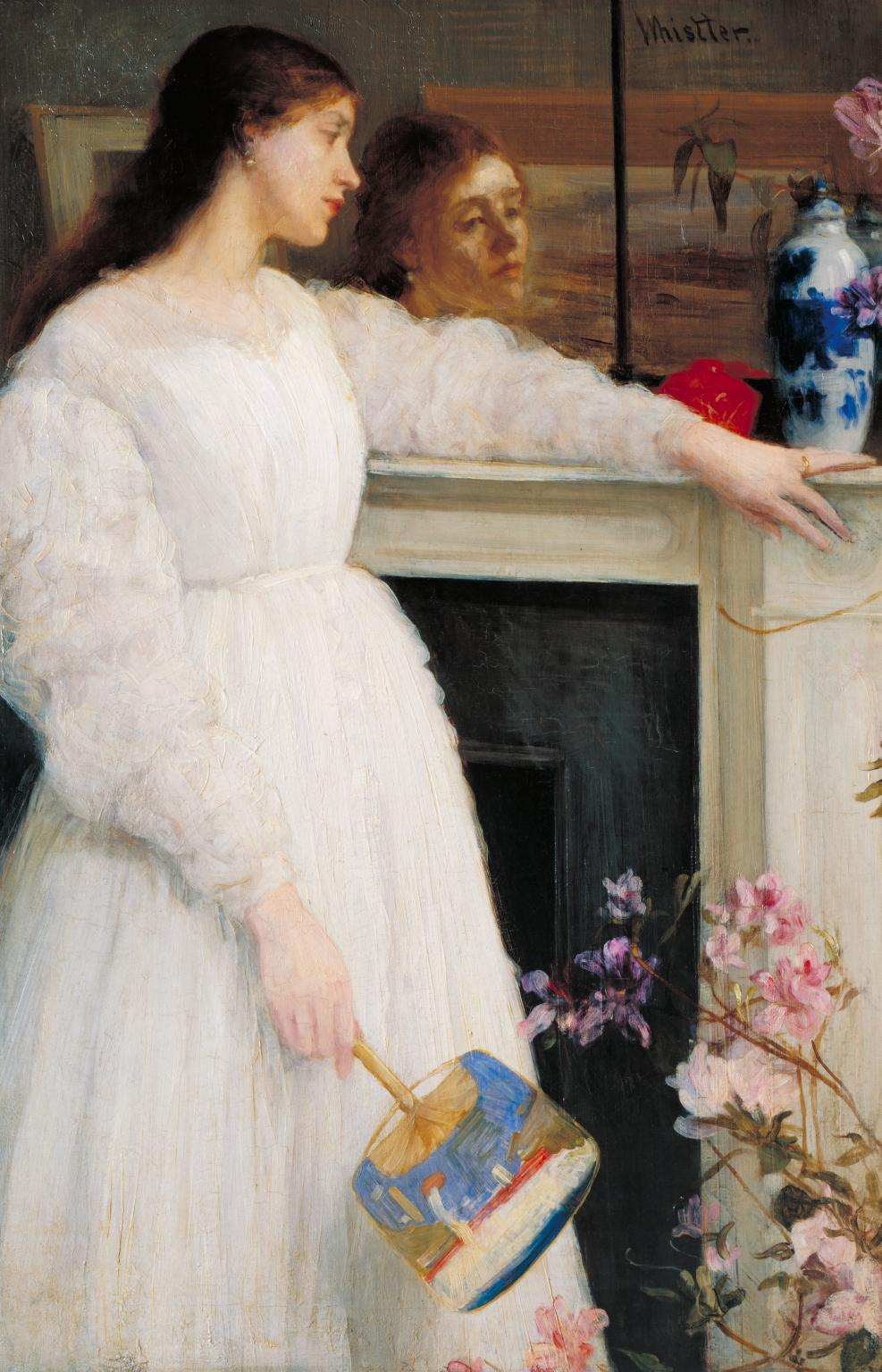
James McNeill Whistler: Symphonie in Weiß Nr. 2, Mädchen in Weiß, 1864

Joanna blieb einige Jahre in London und es wurde behauptet, dass sie sich um Whistlers unehelichen Sohn John kümmern würde – der allerdings nicht weiter bekannt war und wahrscheinlich nicht existierte. Außerdem benannte der Biograph Walter Greaves einen Sohn namens Harry, auch dieser ist ansonsten nicht nachgewiesen. Whistlers Sohn Charles Hanson Whistler wurde 1870 von Louisa Fanny Hanson geboren und lebte kurze Zeit mit Joanna Hiffernan in der Londoner Thistle Grove Lane bei ihrer Schwester Bridget Agnes Hiffernan. Während Whistlers Venedigreise mit seiner damaligen Geliebten Maud Franklin im Sommer 1880 kümmerte Joanna Hiffernan sich nochmals um den Jungen. Im selben Jahr schickte Whistler seinem Sohn einen Brief, in dem er ihm Grüße an Auntie Jo auftrug.
Über das Leben von Joanna Hiffernan nach 1880 ist nur wenig bekannt. So berichtete Courbets Schwester Juliette ihm in einem Brief am 18. Dezember 1882, dass sie das „wunderschöne irische Mädchen“ in Nizza getroffen habe, wo sie Antiquitäten verkaufte und auch einige Bilder von Courbet hatte. Sie soll dort seit dem Deutsch-Französischen Krieg gelebt haben und unverheiratet geblieben sein. Außerdem soll sie sich auch Mrs. Abbott genannt haben. Whistlers spätere Geliebte Maud Franklin verwendete den gleichen Namen, nachdem sie den Amerikaner R. H. S. Abbott geheiratet hatte und ins südfranzösische Cannes gezogen war.
Das letzte Zeugnis von Joanna Hiffernan stammte von dem Kunstsammler Charles Freer, der nach Whistlers Tod bei dessen Aufbahrung Trauergäste empfangen sollte. Er berichtete von einer Frau, die kam und etwa eine Stunde ruhig am Sarg stand – durch ihre Augen und ihre Haare erkannte er sie als Jo.

## Bilder
Joanna Hiffernan arbeitete wahrscheinlich bereits vor ihrem Zusammentreffen mit Whistler als Modell, allerdings sind aus dieser Zeit keine Bilder von ihr bekannt.

### James McNeill Whistler:Symphony in White
James McNeill Whistler malte und zeichnete Joanna Hiffernan während ihrer Beziehung etliche Male, außerdem stellte sie das Modell für verschiedene andere Frauengestalten in seinen Bildern dar. Die bekanntesten Gemälde, auf denen Joanna zu sehen ist, sind dabei seine drei als Symphonie in Weiß bezeichneten Bilder. Sowohl auf Symphonie in Weiß Nr. 1, Mädchen in Weiß wie auch auf Symphonie in Weiß Nr. 2, Mädchen in Weiß stellte er sie dabei allein dar, während er sie in Symphonie in Weiß Nr. 3 gemeinsam mit dem professionellen Modell Milly Jones, der späteren Frau des Schauspielers Stuart Robson, darstellte.

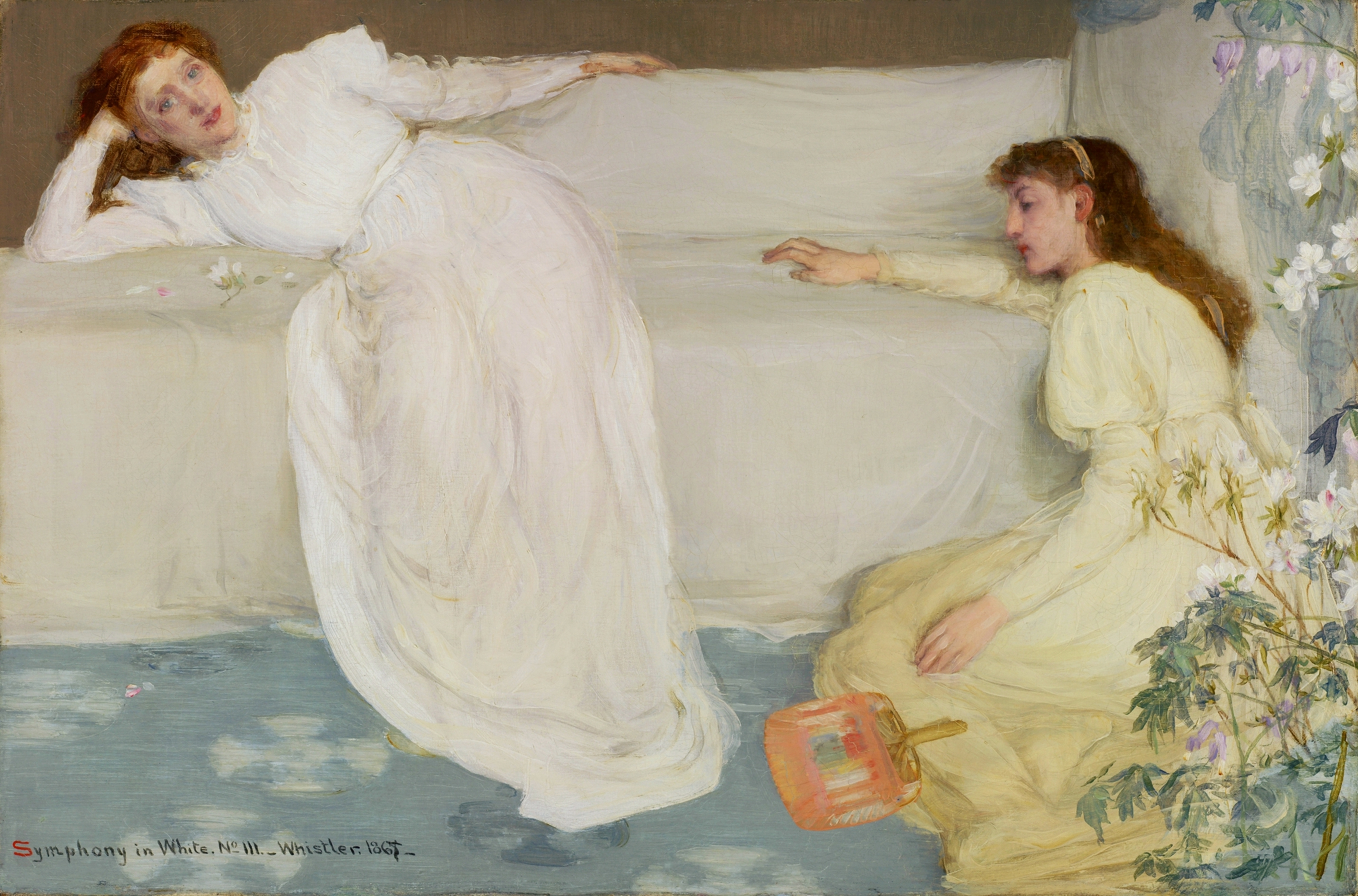
James McNeill Whistler: Symphonie in Weiß Nr. 3, 1865/67

Auf dem 1862 gemalten Bild Symphonie in Weiß Nr. 1, Mädchen in Weiß steht sie in einem für die damalige Zeit einfach geschnittenen weißen Kleid vor einem Vorhang auf dem Fell eines Bären. Sie blickt mit einem recht starren, verklärten Blick geradeaus auf den Betrachter des Bildes und hält in der linken Hand eine einzelne Lilie. Auf Symphonie in Weiß Nr. 2, Mädchen in Weiß (1864) steht sie seitlich an einen Kamin gelehnt und blickt in die dahinter angebrachten, spiegelnden Flächen. Der linke Arm liegt auf dem Kaminsims, der rechte hängt herab und hält einen bemalten Fächer. Auf Symphonie in Weiß Nr. 3 (1865–67) schließlich liegt sie halb auf einer weißen Bank und stützt mit der rechten Hand ihren Kopf ab, während der linke Arm auf der Rückenlehne liegt und die Beine nach unten geschlagen sind. Milly Jones sitzt vor der Bank und blickt in die Richtung von Joanna Hiffernan, vor ihr liegt wiederum ein bemalter Fächer. Alle drei Bilder bilden durch die von Whistler gewählte Benennung Symphony in White sowie durch ihre Nummerierung eine Serie, die nach dem dritten Bild nicht weitergeführt wurde. Verbindende Elemente sind die relativ schlichten weißen Kleider sowie die in allen Bildern auftauchenden Blumen, außerdem der in den letzten beiden Bildern benutzte bemalte Fächer.
Zu den weniger bekannten Gemälden Whistlers, bei denen Joanna Hiffernan als Modell diente, gehört die 1860/64 entstandene Hafenszene Wapping. Hier nutzte Whistler Joanna als Modell für die im Vordergrund sitzende rothaarige Frau. Neben diesen Gemälden stand Joanna allerdings auch Modell für eine Reihe von Skizzen, Zeichnungen und Radierungen. Hier ist vor allem die 1861 entstandene Radierung Jo zu erwähnen, die im Vergleich zu allen anderen Porträtdarstellungen Whistlers als sehr untypisch gilt. Dargestellt ist Joanna Hiffernan in Frontansicht mit offenem und wildem Haar. Ebenfalls bekannt wurde die Radierung Weary 1863, die Joanna schlafend in einem Stuhl zeigt, sowie mehrere zugehörige Zeichnungen der schlafenden Frau.

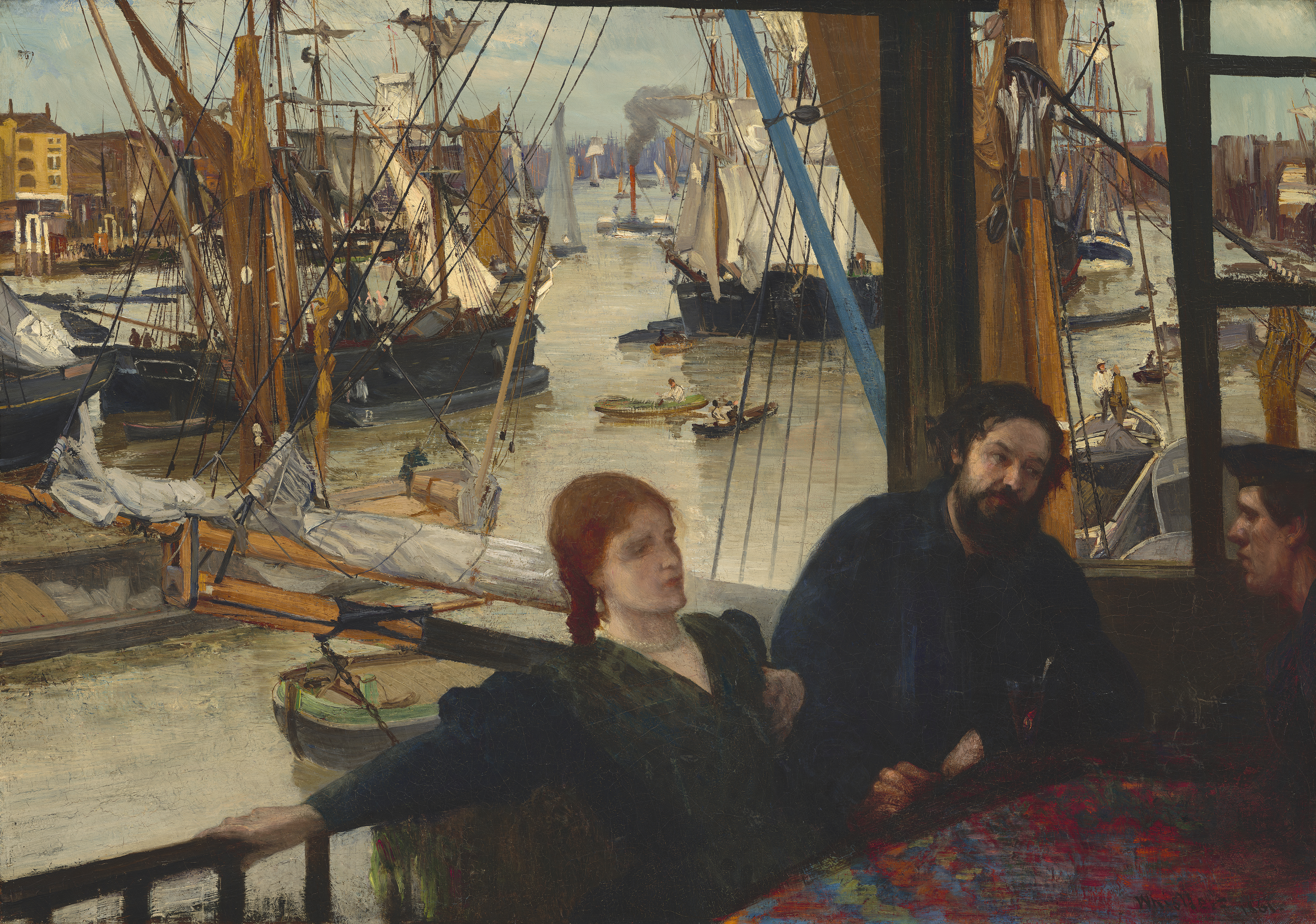
Wapping, 1860/64
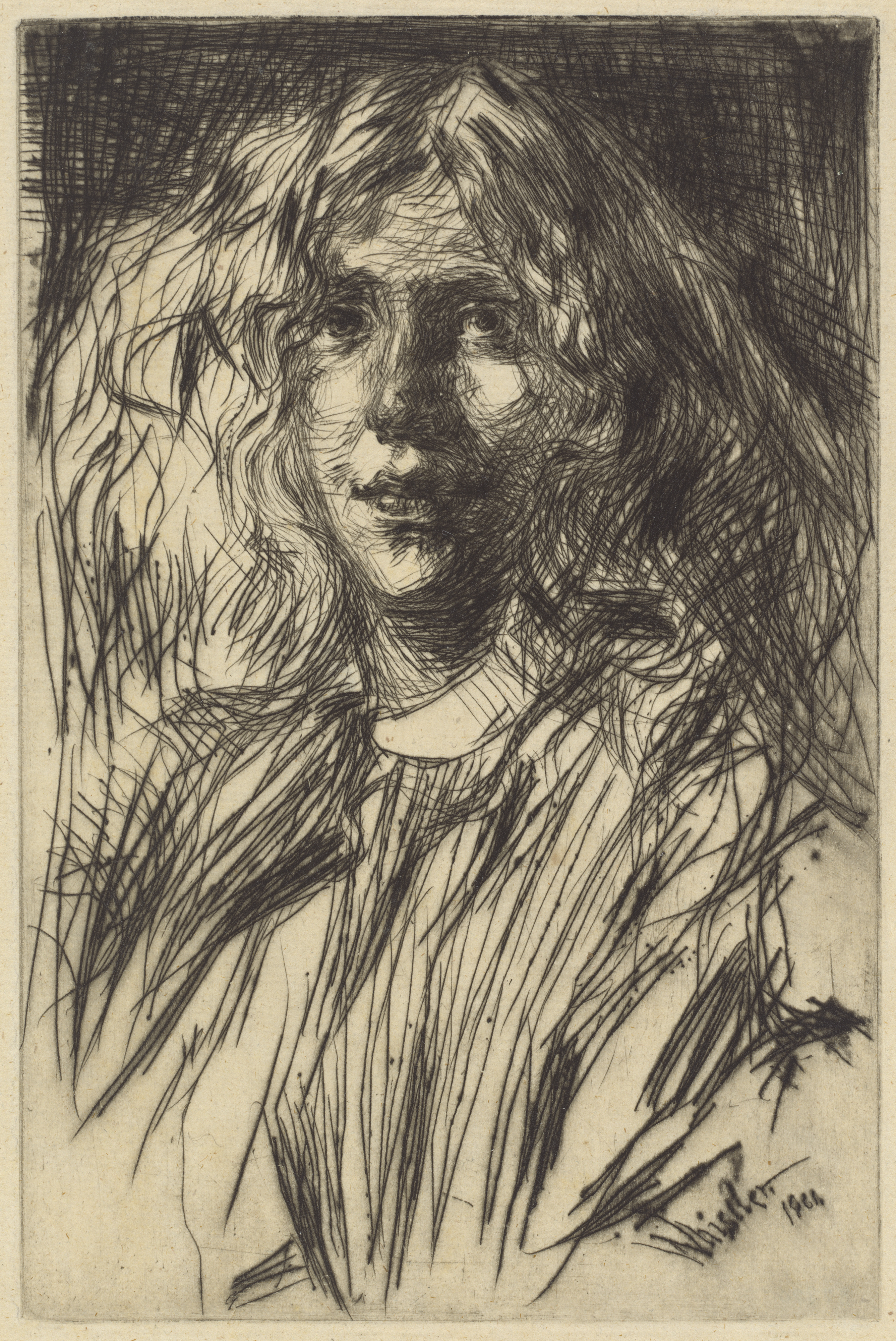
Jo, 1861
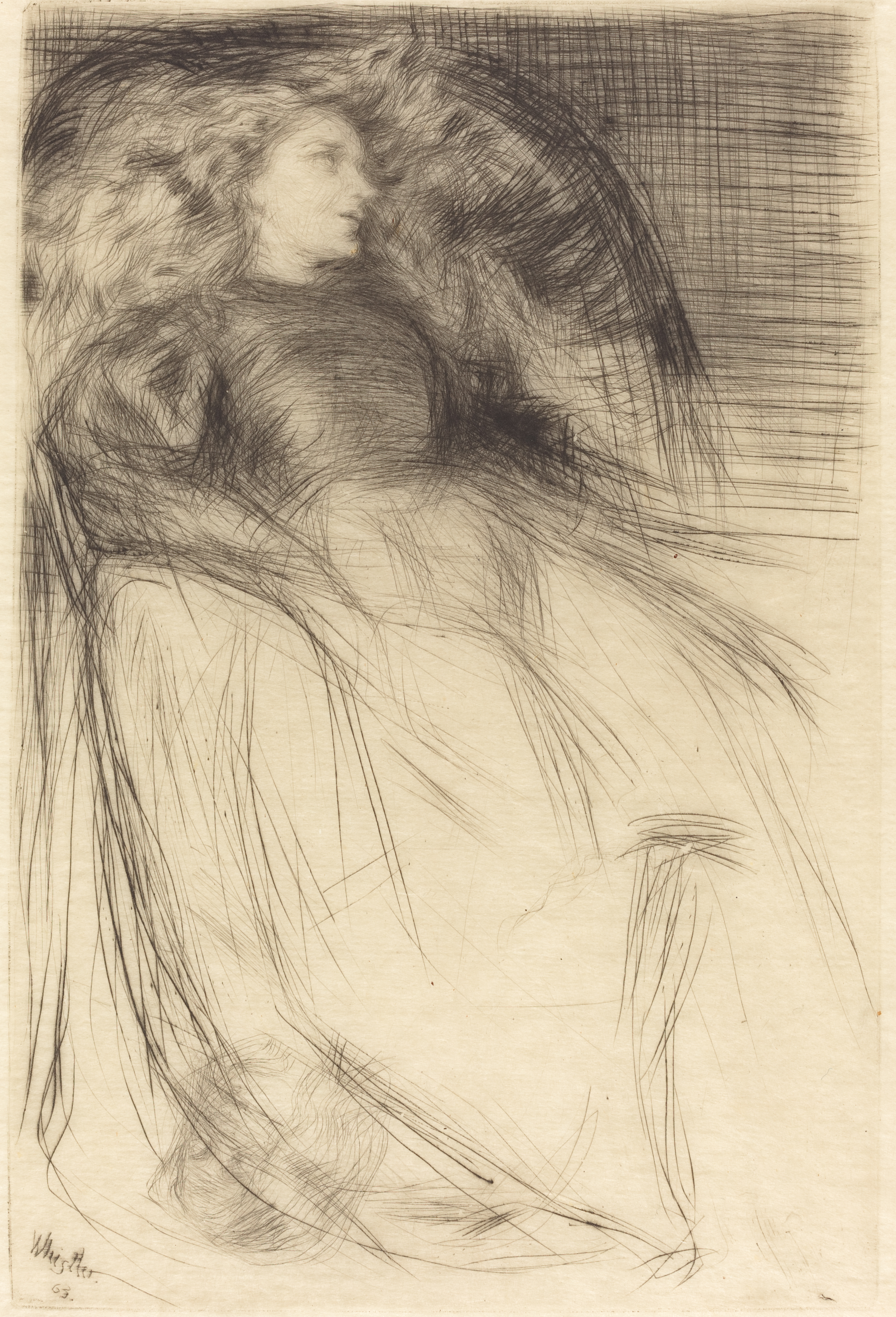
Weary, 1863
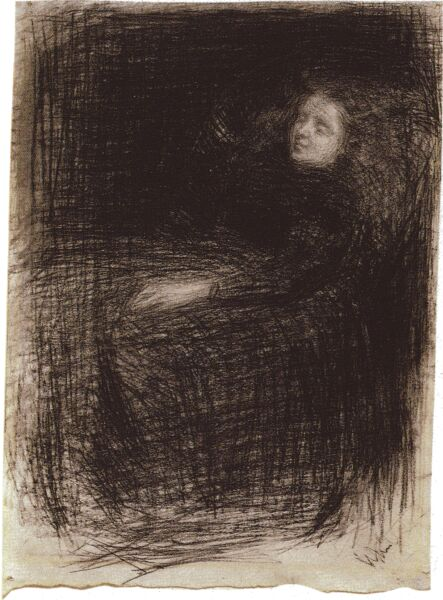
The Sleeper, 1863

### Gustave Courbet:La Belle Irlandaise

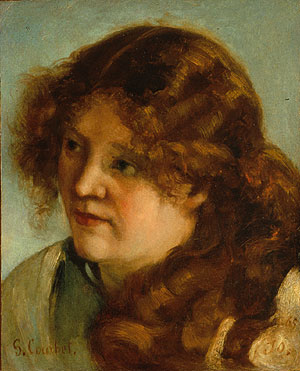
Gustave Courbet: Portrait de Jo, 1865

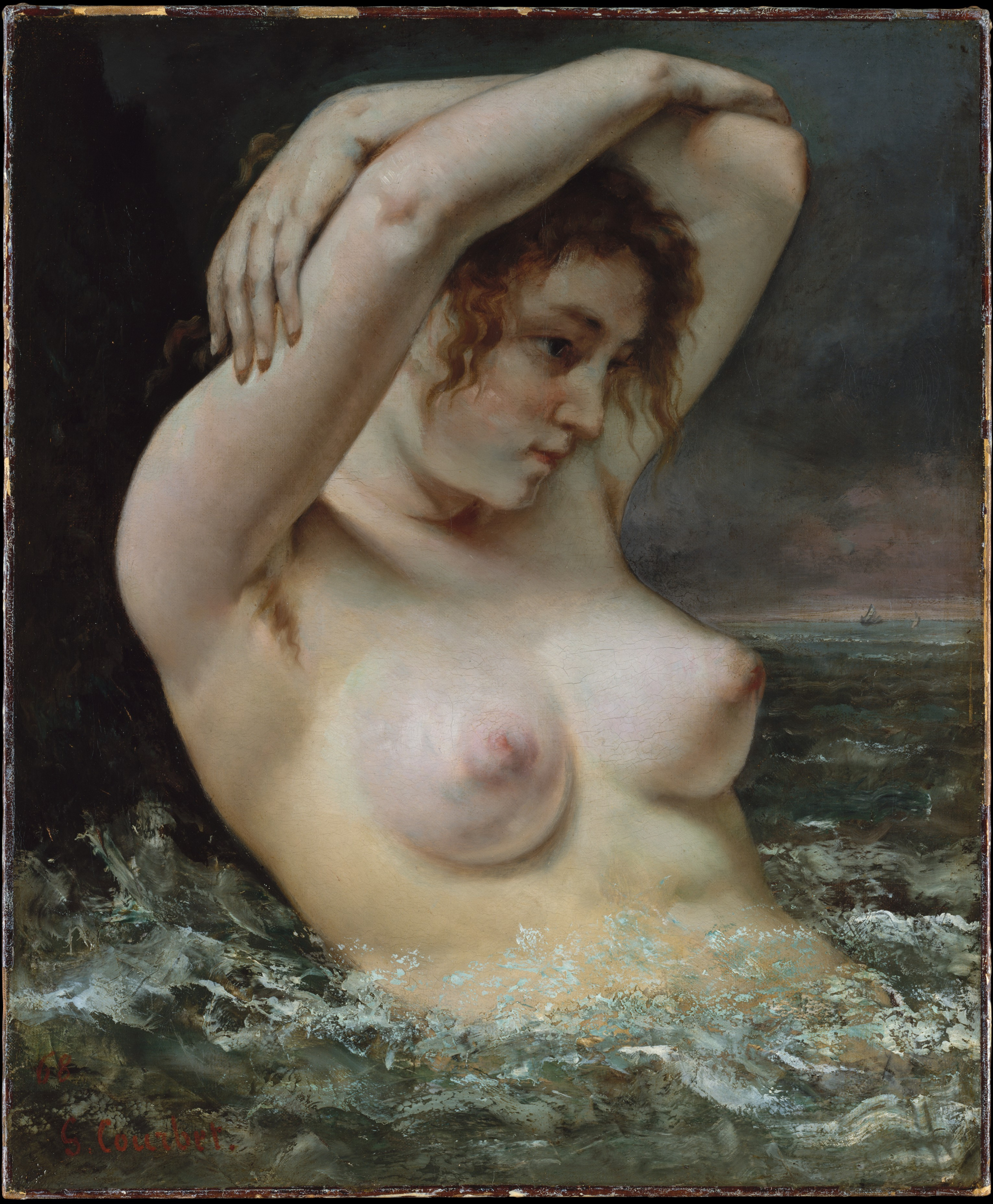
Hiffernan als Die Frau in den Wellen (1868)

Gustave Courbet malte Joanna Hiffernan erstmals im Herbst 1865, als sie gemeinsam mit Whistler nach Trouville an die Küste der Normandie kam. Courbet lebte hier seit September in einem Appartement des Casino und gab Kurse in Malerei. In diesem Jahr entstand das Gemälde La Belle Irlandaise, ein Porträtgemälde, auf dem Joanna mit einem Handspiegel dargestellt ist, während sie sich mit der linken Hand durch die Haare fährt. Die lebhaften roten Haare des Modells sind in diesem Bild deutlich dargestellt und ziehen den Blick des Betrachters an. Von dem Gemälde fertigte Courbet vier Kopien an, die heute in unterschiedlichen Museen und Sammlungen erhalten sind. Im selben Jahr malte er ein weiteres Kopfporträt von ihr mit dem Titel Portrait de Jo, diesmal mit zurückgebundenen Haaren.
1866 entstand das erotische Gemälde Le Sommeil, bei dem Joanna Hiffernan als Modell für eine der beiden schlafenden Frauen diente. Beide Frauen auf dem Bild sind unbekleidet und liegen als Paar verschlungen auf einem weißen Laken, wodurch die Szene für den Betrachter zur Darstellung einer lesbischen Szene nach einer Liebesnacht wird. Verstärkt wird dies durch eine zerrissene Perlenkette auf den stark durchwühlten Bettlaken.

Gustave Courbet: L’Origine du monde, 1866

Uneinigkeit herrscht vor allem darüber, ob Joanna Hiffernan auch Modell für eines der umstrittensten Werke Courbets, das Bild L’Origine du monde (Der Ursprung der Welt, 1866), gelegen haben soll. Das im Auftrag des türkischen Kaufmannes Khalil Bey entstandene Bild zeigt eine Nahsicht der behaarten Vulva einer Frau, die mit geöffneten Schenkeln auf einem Bett oder Sofa liegt. Der Ausschnitt ist so gewählt, dass der Rest des Körpers, vor allem das Gesicht der Frau, nicht zu erkennen ist, mit Ausnahme des Bauches und einer Brust mit Brustwarze. Da das Bild im selben Jahr entstand wie Le Sommeil und Joanna zu dieser Zeit als bevorzugtes Modell Courbets galt, liegt diese Vermutung nahe – allerdings gibt es keinen Nachweis dafür, dass sie hier tatsächlich abgebildet ist, und die sehr dunkle Schambehaarung lässt verschiedene Kritiker daran zweifeln, dass diese Vulva zu einer rothaarigen Frau gehört. Die Vermutung wurde wahrscheinlich erstmals 1978 von Sophie Monneret geäußert und 1995 auch von einer Reihe von Kritikern wie Jean-Jaques Fernier, Michèle Haddad und Chantal Humbert im Katalog der Ausstellung Courbet L’Amour übernommen. Humbert nahm allerdings an, dass die Entstehung komplexer sein könnte, sie suggerierte eine Komposition aus einem Bild von Joanna Hiffernan und Augustine Legaton, einem zeitgenössischen Star der frühen pornographischen Fotografie. In ihrem Roman J’étais l’origine du monde (Ich war der Ursprung der Welt) von 2000 stellte die französische Romanautorin Christine Orban Joanna als Courbets Geliebte und Modell für das Bild dar.